# Medetera vivida
Medetera vivida är en tvåvingeart som beskrevs av Becker 1922. Medetera vivida ingår i släktet Medetera och familjen styltflugor.
Artens utbredningsområde är Taiwan. Inga underarter finns listade i Catalogue of Life.